# Cinco metros cuadrados
Cinco metros cuadrados és una pel·lícula espanyola de Max Lemcke de 2010. Va guanyar la Bisnaga d'Or en el Festival de Cinema de Màlaga.

## Argument
L'Àlex i la Virginia compren un pis sobre plànol als afores d'una gran ciutat a la recerca de preus més econòmics. Reuneixen tots els seus estalvis per a pagar l'entrada, més una hipoteca a quaranta anys. La casa és el seu somni: dues habitacions, cuina, saló amb xemeneia, i sobretot, el que acaba per convèncer a l'Àlex: una terrassa. Petita, de cinc metres quadrats, però amb unes vistes meravelloses: una enorme pineda, i al lluny, el mar.
Quan només falten uns mesos per al lliurament dels pisos l'edifici està en estructura. El contracte de lloguer venç i la parella ha de traslladar-se a casa dels pares d'ella. Un bon dia es descobreix el frau: les llicències es van comprar, els blocs s'estaven construint en terreny protegit. Pel que sembla s'ha vist un linx ibèric passejant-se per les obres; això és el que destapa l'escàndol. Precinten la zona i paren les obres.
Els veïns formen una plataforma de protesta i denuncien a la constructora. L'Àlex coneix a Toño, altre afectat que treballa en la construcció i té clar que es tracta d'una maniobra per a desfer-se d'ells. La constructora oferix un acord econòmic, no arriba al cinquanta per cent dels diners invertits. Molts volen signar, Virginia entre ells. L'Àlex no sap què fer.
Una nit l'Àlex segueix al Adolfo Muntanyès, el constructor, fins a la seva casa. Viu en una urbanització de luxe, en un xalet de quatre altures, un enorme garatge i una piscina. Álex es decideix: no signatà. La Virginia, que sempre s'havia imaginat casada, amb fills, i sobretot, amb una casa per a viure, deixa al seu nuvi després de vuit anys.
Ha passat un any i a l'Àlex cada vegada li costa més seguir endavant. La plataforma ja no es reuneix. Només queden el Toño i ell; tots els altres han signat. Viu en l'hotel més barat que ha pogut trobar i passa els dies recorrent la ciutat amb el cotxe d'empresa; protesta, enganxa cartells, reparteix pamflets. Comença a descurar el treball, arriba tard i de vegades en males condicions, borratxo o mal vestit. Li acomiaden. Està desesperat. Ho ha perdut tot: núvia, treball, amics i la seva casa. Li han retirat la targeta de crèdit, acumula deutes, viu en el pis pilot, malviu, vesteix amb un xandall vell i duu barba. Sembla un pidolaire.
A través d'un amic, i després de molt esforç, aconsegueixen reunir-se amb Arganda, el regidor que ha venut les llicències. La situació és molt tibant. Álex vol una solució, vol la seva casa. El regidor no li pot assegurar gens, així que Álex perd els papers. Sap on viu Muntanyès. Li amenaça; està disposat a anar a buscar-lo. El regidor crida a seguretat i els tiren. Alex vol que Toñoy i ell vagin per Muntanyès. Però Toñono està disposat a arribar tan lluny. Intenta dissuadir-li, l'hi lleva de damunt amb excuses. Fins que es descobreix la veritat: Toñoha signat l'acord.
El constructor surt de matinada a passejar al gos i es troba amb l'Àlex. No sap qui és però l'Àlex l'amenaça amb una barra de ferro. El gos surt fugint. Álex fica a Muntanyès en el cotxe i l'obliga a conduir. Pel camí, li explica la situació. Vol que li retorni la seva casa. Muntanyès està mort de por; li promet una casa, una més gran si fa falta, però l'Àlex està fora de si. Li treu del cotxe i l'obliga a pujar a l'edifici encara sense construir.

## Repartiment
- Malena Alterio: Virginia
- Fernando Tejero: Álex
- Emilio Gutiérrez Caba
- Manuel Morón: Arganda
- Secun de la Rosa: Nacho
- Alex Spijksma: Jutge
- Jorge Bosch: Carlos
- Angela Boj
- Paula Bares: Charo